# Vale do Sol
Vale do Sol es un municipio brasileño situado en el estado de Rio Grande do Sul. Tiene una población estimada, en 2024, de 10 080 habitantes.
Está ubicado en las coordenadas 29º36'13" Sur, 52º40'59" Oeste, a una altitud de 500 metros sobre el nivel del mar.
Ocupa una superficie de 328.28 km².